# Leopardus pajeros steinbachi
Leopardus pajeros steinbachi is een ondersoort van de katachtige Leopardus pajeros die voorkomt in het Hoogland van Bolivia van de oostkant van de Andes van Bolivia. De beide schedels die bekend zijn zijn iets groter dan L. p. garleppi uit nabijgelegen delen van Peru. De rosettes zijn ook wat lichter. Er is te weinig materiaal bekend om zeker te zijn of deze ondersoort niet een vorm is van een andere ondersoort.